# Vescomtat de Salt
El vescomtat de Salt (en francès vescomtat de Sault) fou una jurisdicció feudal del comtat de Bigorra sorgida després de la mort del comte Llop I de Bigorra el 910. Llop va deixar territoris (Lavedan i Salt) al seu fill Mansió, amb títol vescomtal, i que en morir els va repartir entre els seus fils Aner I (que va rebre el vescomtat de Lavedan, i Anerils I, covescomte de Lavedan, que va governar la comarca de Salt. A la mort d'Anerils I el 1009 el va succeir amb el títol de vescomte de Salt el seu fill Ramon I i el 1028 el fill d'aquest, Guillem Ramon I el qual va morir vers el 1050 i l'herència va passar al fill Pere I que va morir el després el 1067. Els seus dos fills Fort Aner I i Guillem Ramon II foren vescomtes de Salt i encara vivien el 1135. Els fills de Fort Aner I, Guillem Ramon III i Fort Aner II foren només senyors de Salt. Fort Aner va morir després del 1165 i la successió va recaure en Arnau, fill Guillem Ramon II. Aquesta línia va derivar en la de barons de Saint Pée.

## Llista de Vescomtes i senyors
- Anerils I ?-1009
- Ramon I Bernat 1009-1028
- Guillem Ramon I 1028-1050
- Pere I 1050-1067
- Fort Aner I 1067-c. 1135
- Guillem Ramon II 1067-c. 1135
- Guillem Ramon III c. 1135-? (senyor de Salt)
- Fort Aner II c. 1135-? (senyor de Salt)
- Arnau I ?-1151
- Guillem Ramon IV 1151-? (senyor de Salt, vescomte de Larbourd i vescomte d'Aberone)
- Arnau II (fill) ?-? (senyor de Salt i de Laguinga o Laguinge)
- Guillem (fill) ?-? (senyor de Salt i de Laguinga o Laguinge)
- Pere Arnau I (germà d'Arnau II) ?-? (senyor de Salt i d'Hasparren)
- Arnau (fill) ?-? (senyor de Salt i d'Hasparren)
- Guillem Arnau I (germà) ?-? (senyor de Salt i Saint Pée)
- Senyora de nom no conegut (filla) ?-? (senyora de Salt i Saint Pée)
- Pere Arnau II (germà de Guillem Arnau I) ?-? (senyor de Salt i Saint Pée)
- Guillem Arnau II (fill) ?-? (senyor de Salt i Saint Pée)
- Pere Arnau III (germà) ?-? (consenyor a Salt)
- Pere Arnau IV (fill de Guillem Arnau II) ?-? (consenyor a Salt i senyor de Saint Pée)
- Guillem Arnau III (fill) ?-? (consenyor a Salt)
- Guillem (germà) ?-? (senyor de Saint Pée)